# Bronisław Baczko
Bronisław Baczko, né à Varsovie le 13 juin 1924 et mort à Genève le 29 août 2016, est un historien de la philosophie polonais, spécialiste de la Révolution française et des utopies. Dans les années 1960, il est, avec Leszek Kołakowski, l’un des principaux représentants de l’école de Varsovie d’histoire des idées.

## Biographie
Bronisław Baczko naît dans une famille juive modeste de Varsovie. Quand l'Allemagne nazie envahit la Pologne, il se réfugie à l'Est. Ses parents disparaissent dans le ghetto. Après deux années dans un kolkhoze soviétique, il intègre le corps d'armée formé par les survivants du Parti communiste polonais. C'est en officier de ce corps qu'il revient à Varsovie en 1945.   
Bronisław Baczko obtient son doctorat en Lettres en 1952, à l’université de Varsovie. Proche du stalinisme ambiant, Baczko s'opposait à la philosophie représentée notamment par l'École de Lvov-Varsovie. Son premier ouvrage a été ainsi un pamphlet dirigé contre Tadeusz Kotarbiński, dont la philosophie ne serait pas « assez dialectique ». Il y enseigne jusqu’en 1968, date à laquelle il en est exclu et quitte la Pologne pour rejoindre la France. Il poursuit d'abord son enseignement en tant que professeur associé à la Faculté des Lettres de Clermont-Ferrand, de 1969 à 1973, puis à l’université de Genève, où il est professeur d’histoire des mentalités et d'histoire de l'histoire de 1974 à 1989, et professeur honoraire depuis 1989. C’est durant cette période qu’il crée, avec Jean Starobinski, le Groupe d’études du XVIIIe siècle.

## Honneurs et distinctions
Prix
- 1990 : prix Biguet de l’Académie française pour Comment sortir de la Terreur
- 1999 : prix de la ville de Genève[8]
- 2011 : prix Balzan pour ses travaux sur les Lumières,  Jean-Jacques Rousseau et la Révolution française

Titres
- Membre de l'Institut international de philosophie
- Membre du comité de la « Société Jean-Jacques Rousseau »
- Docteur honoris causa de l’université des sciences humaines de Strasbourg en 1981
- Docteur honoris causa de l’université de Tours en 1999

## Publications (sélection)
Texte traduit en français
- Rousseau, solitude et communauté, trad. de Claire Brendhel-Lamhout, Paris-La Haye, Mouton ; Paris, École pratique des hautes études, 1974

Textes écrits en français
- Lumières de l'utopie, Paris, Payot, 1978
- (éd.), Une éducation pour la démocratie : textes et projets de l'époque révolutionnaire, Paris, Garnier frères, 1982 ; 2e éd. revue et corrigée, Genève, Droz, 2000
- Les Imaginaires sociaux : mémoires et espoirs collectifs, Paris : Payot, 1984
- Le Calendrier républicain, in Pierre Nora (dir.), Les Lieux de Mémoire, t. I : La République, Paris, Gallimard, 1984
- Thermidoriens, Instruction publique [éd. 1992], Lumières et Vandalisme, in Dictionnaire critique de la Révolution française, sous la dir. de Mona Ozouf et François Furet, Paris, Flammarion, 1988 ; rééd. augm. 1992
- Comment sortir de la Terreur : Thermidor et la Révolution, Paris, Gallimard, « NRF essais », 1989
- Job, mon ami : promesses du bonheur et fatalité du mal, Paris, Gallimard, « NRF essais », 1997
- Politiques de la Révolution française, Paris, Gallimard, « Folio Histoire », 2008

## Archives
Les archives de Bronisław Baczko sont conservées à l'Institut mémoires de l'édition contemporaine (IMEC) à Caen.